# Келли, Майк (художник)
Майк Келли (англ. Mike Kelley; 27 октября 1954, Уэйн (Мичиган) — 31 января 2012, Лос-Анджелес) — ведущий американский художник, критик и куратор в области концептуального искусства.
Его творчество охватывает живопись, графику, скульптуру, кино, перформансы и инсталляции, а также широкий спектр мультимедийных форм. В работах Келли присутствуют найденные объекты, текстильные баннеры, рисунки, ассамбляж, коллаж, перформансы, фотография, звук и видео. Он также активно занимался кураторской деятельностью и сотрудничал с музыкантами и художниками, включая Пола Маккарти, Тони Оурслера и Джона Миллера.
В своих работах Келли исследовал различные аспекты философии, политики, истории, а также изучал андеграундную музыку и декоративное искусство. Он часто поднимал вопросы социальных норм, классовых и гендерных проблем, а также проблем осознанности, нормальности, памяти, репрессий и преступности.
В 2012 году в газете The New York Times назвал Келли "одним из самых влиятельных американских художников последней четверти века и язвительным комментатором американского класса, популярной культуры и юношеского бунтарства".

## Ранние годы
Келли родился в городе Уэйн, штат Мичиган, в пригороде Детройта, в римско-католической семье рабочего класса. Его отец занимался техническим обслуживанием школьных систем, а мать работала поваром в столовой компании Ford Motor. С детства он был окружен экспериментальной музыкальной сценой города, где воспитались такие артисты, как Игги Поп и группа the Stooges. Келли также был участником группы Destroy All Monsters, в музыке которой использовались необычные инструменты, такие как пылесосы и детские игрушки.

## Образование
- 1976 BFA, University of Michigan, Ann Arbor
- 1978 MFA, California Institute of the Arts, Valencia, CA

В 1976 году Келли окончил Мичиганский университет, а в 1978 году переехал в Лос-Анджелес и поступил в Калифорнийский институт искусств. Среди его любимых преподавателей там были Джон Балдессари, Лори Андерсон, Джонатан Борофски, Дэвид Аскевольд и Дуглас Хьюблер.

## Творчество
Критический подход Келли основывался на протесте против идеалистического представления о ценности вещей. Самопровозглашенный анархист, он разработал «эстетику аутсайдера», критиковавшую популярные идеи капитализма и психоанализа. Его эксцентричная логическая система переосмысляла редукционную критику концептуального искусства.
Ещё будучи студентом в Лос-Анджелесе, Келли создал уникальный стиль перформанса, в котором использовал скульптуру, чтение текстов и танец. Его перформансы, такие как My Space в La Jolla Museum of Contemporary Art в 1978 и The Poltergeist в Foundation for Art Resources в Лос-Анджелесе в 1979 году, включали фотографии, объекты, черно-белые рисунки, и комбинированные образы и тексты в стиле комиксов. Высмеивающие американскую культуру перфомансы вызывали бурные реакции зрителей, завоевывая Келли репутацию провокатора в мире искусства.
Во время учёбы в CalArts Келли начал работу над серией проектов на свободные поэтические темы, включая The Sublime и Monkey Island, в которых сочетал различные медиа, от рисунка и живописи до перформанса, видео и текста. В 1985 году в Массачусетском технологическом институте состоялся его перформанс Plato's Cave, Rothko's Chapel, Lincoln's Profile, сопровождавшийся выступлением группы Sonic Youth.
В конце 1980-х годов Келли начал работать с найденными объектами, в основном текстильными материалами и мягкими куклами, приобретенными им в магазинах и на распродажах. Самой его известной работой в этом жанре стал ассамбляж 1987 года под названием "More Love Hours Than Can Ever Be Repaid and The Wages of Sin", составленный из старых игрушек и одеял на холсте, который сегодня находится в коллекции Музея американского искусства Уитни.
На творчество Келли сильно повлияли идеи Жоржа Батая, которые призывали к отрицанию установленных норм поведения, независимости воли и скандальным формам проявления личности. В 1988 году он создал инсталляцию под названием "Pay for Your Pleasure" (в коллекции Музея современного искусства (MOCA), Лос-Анджелес), включавшую галерею из 42 портретов культурных деятелей, таких как Бодлер, Гёте, Дега, Сартр, Батай и другие. Портреты сопровождались цитатами, утверждающими, что гении находятся вне закона. Каждая галерея внезапно завершалась портретом осужденного преступника, а внутри был установлен ящик для сбора пожертвований. Эта работа воплотила принцип, который впоследствии стал визитной карточкой Майка Келли: игру с подменой ценностей, заменой высокого на низкое и наоборот.
В 1995 году Келли начал свой псевдоавтобиографический проект "Educational Complex", включающий архитектурные модели учреждений, в которых он учился, в том числе католическую начальную школу и Мичиганский университет в Анн-Арборе. Это стало отправной точкой для серии проектов, в которых художник использовал приемы псевдо-автобиографии, синдром вытесненной памяти и реинтерпретации.
Совместно с коллегами-студентами из Калифорнийского института искусств, Джоном Миллером и Тони Оурслером, Келли играл в музыкальной группе "Poetics". В 1997-1998 годах Келли и Оурслер создали проект "Poetics", в котором с помощью видеопроекций, звука и инсталляций воссоздали свой опыт обучения в CalArts. Проект был представлен на выставке Documenta X и позднее на площадках в Лос-Анджелесе, Нью-Йорке и Токио. Кроме Оурслера, Келли также сотрудничал с художником Полом Маккарти, создав ряд видеопроектов, включая работу 1992 года, основанную на классической детской книге Йоханны Спири "Heidi".
Келли воспринимал память как поток мельчайших частиц информации, иногда сходившихся в осмысленные образы. В своем творчестве он часто использовал обыденные предметы, найденные на блошиных рынках. Серия работ "Memory Ware" была вдохновлена эстетикой народного искусства, распространенного в чернокожих общинах Юга Америки и Викторианской Британии, где предметы украшались памятными сувенирами, такими как пуговицы, бусины и амулеты, вложенные в глиняную оболочку. Двухмерные настенные работы поражали плотностью структуры, созданной из множества мелких деталей, таких как булавки, кнопки, ключи, монеты, крышки от бутылок и другие предметы, встроенные в прямоугольные полотна из серой кафельной крошки. Издали эти работы напоминали произведения абстрактного искусства, но при ближайшем рассмотрении превращались в наполненные безделушками проекты в духе китча. Этот визуальный переход от высокого искусства к низкому демонстрировал скептицизм художника по отношению к ценности вещей, включая объекты искусства.
Знаменитая серия инсталляций "Kandor", начатая Келли в 1990 году, была вдохновлена серией комиксов издательства DC, и посвящена футуристическому городу Кандор на планете Криптон, родной планете Супермена. Отметив, что изображение города в оригинальных рассказах непоследовательно и фрагментарно, Келли создал множество версий Кандора, представленных в виде архитектурных макетов, дополнив их LED-освещением, звуковыми эффектами и видеопроекциями. Инсталляция "Kandor-Con 2000" впервые была представлена на масштабной выставке в Художественном музее Бонна, а затем в Берлинском техническом университете (2007), Deichtorhallen/Sammlung Falckenberg, Гамбург (2007); ZKM, Карлсруэ (2008); Шанхайской биеннале (2008); и Центре Помпиду, Париж (2010).

## Смерть
31 января 2012 года Келли был найден мертвым в своем доме в Южной Пасадине, штат Калифорния. Самоубийство стало результатом продолжительного депрессивного состояния художника. Вскоре после известия о смерти Келли в заброшенном гараже возле его студии в районе Хайленд-Парк в Лос-Анджелесе был построен спонтанный мемориал. На анонимной странице в соц. сетях скорбящим было предложено помочь восстановить работу "More Love Hours Than Can Ever Be Repaid, The Wages of Sin" (1987), пожертвовав мягкие игрушки, сушеную кукурузу, восковые свечи и другие предметы, создав алтарь "бессовестной сентиментальности". Мемориал действовал в течение февраля 2012 года и был демонтирован в начале марта 2012 года, а его содержимое передано в Фонд Майка Келли.

## Выставки
С начала 1980-х годов Келли регулярно выставлялся в галерее Metro Pictures на Манхэттене и галерее Розамунд Фелсен в Лос-Анджелесе. В 2005 году состоялась его первая персональная выставка в галерее Gagosian в Нью-Йорке, представлявшей художника вплоть до момента его смерти.
В ноябре 2005 года Келли организовал выставку "Day is Done", заполнив галерею Gagosian мультимедийными инсталляциями, автоматизированной мебелью и видеопроекциями, вдохновленными фотографиями из школьных альбомов с конкурсов, спортивных матчей и театральных постановок. Проект "Day is Done" стал масштабным синтетическим произведением искусства Келли.
Ретроспектива "Mike Kelley: Catholic Tastes" прошла в Музее американского искусства Уитни в 1993 году, и позднее в Лос-Анджелесе и Мюнхене; вторая ретроспектива прошла в Музее современного искусства в Барселоне в 1997 году; третья - в Тейт Ливерпуль в 2004 году. В 2006 году его выставка "Profondeurs Vertes" была представлена в Музее Лувра.
Крупная ретроспективная выставка прошла в Музее Стеделийк в Амстердаме в 2012 году, а в 2014 году ретроспектива побывала в MOCA в Лос-Анджелесе. Среди многочисленных групповых выставок, в которых принимал участие Келли: биеннале Уитни (1985, 1987, 1989, 1991, 1993, 1995, 2002 и 2012), Венецианская биеннале (1988 и 1995), Международная выставка Карнеги (1991), Documenta IX и X (1992 и 1997), биеннале SITE Santa Fe (2004).
В 2012 году в Уотермилл-центре была организована отмеченная наградами выставка видео- и звуковых инсталляций Келли, включавшая работы из серии Kandor. Выставка "Mike Kelley: 1954-2012" была признана Международной ассоциацией художественных критиков "Лучшей выставкой в некоммерческой галерее или альтернативном пространстве" в 2012 году.
13 октября 2013 года в MoMA PS1 в Нью-Йорке открылась крупнейшая выставка работ Келли. Выставка под названием "Mike Kelley" включала более 200 работ с 1970-х годов до смерти художника в 2012 году. Это была самая большая выставка, организованная MoMA с 1976 года.
14 декабря 2015 года в REDCAT в Лос-Анджелесе была показана подборка видео работ Келли, от меланхоличного "Superman Recites Selections from 'The Bell Jar' and Other Works by Sylvia Plath" (1999) до театрального "Extracurricular Activity Projective Reconstruction #1 (Domestic Scene)" (2000), а также совместные работы, такие как его минималистское исследование садо-мазохистских отношений в "100 Reasons" (1991).
Масштабная ретроспективная выставка "Ghost and Spirit", посвященная Майку Келли, открылась в парижском Bourse de Commerce, Pinault Collection в 2023 году (13 октября 2023 - 19 февраля 2024). Выставка была организована Тейт Модерн, Лондон, в сотрудничестве с Коллекцией Пино, Париж, K21 - Kunstsammlung Nordrhein-Westfalen, Дюссельдорф, и Moderna Museet, Стокгольм, и после Парижа её показ запланирован во всех музеях, участвовавщих в реализации проекта.

## Аукционные результаты
Наиболее дорогие работы художника, проданные на аукционах:
1. $3,301,000 – Memory Ware Flat #1, 2000. Аукцион Christie's, Май 10, 2016.[17]
2. $2,887,500 – Memory Ware Flat #16, 2001. Аукцион Christie's, Май 17, 2017.[18]
3. $2,853,000 – Memory Ware Flat #24, 1954-2012. Аукцион Christie's, Ноябрь 11, 2015.[19]
4. $2,400,000 – Deodorized central mass with satellites, 1991. Аукцион Phillips, Ноябрь 16, 2006.[20]
5. $2,348,462 – MEMORY WARE FLAT #29, 2001. Аукцион Sotheby's, Март 07, 2018.[21]

## Награды и гранты
- 2006 Wolfgang Hahn Prize
- 2003 John Simon Guggenheim Memorial Foundation Fellowship
- 2000 The California Institute of the Arts Distinguished Alumnus Award
- 1998 The University of Michigan School of Art and Design Distinguished Alumnus Award
- 1997 Skowhegan Medal in Mixed Media
- 1990 National Endowment for the Arts Museum Program Exhibition Grant
- 1987 Awards in the Visual Arts Grant
- 1986 Artists Space Interarts Grant
- 1985 National Endowment for the Arts Visual Artists Fellowship Grant
- 1985 Louis Comfort Tiffany Foundation Grant

## Работы Майка Келли в публичных коллекциях
- Carnegie Museum, Питсбург
- Центр Жоржа Помпиду, Париж
- Детройтский институт искусств, Детройт
- Fonds National d’Art Contemporain
- Fundación «la Caixa», Мадрид
- Los Angeles County Museum of Art
- Louisiana Museum, Humleback, Германия
- Музей Метрополитен, Нью-Йорк
- Museum Abteiberg Mönchengladbach, Mönchengladbach, Германия
- Museum Moderner Kunst, Вена
- Музей современного искусства, Чикаго
- Музей современного искусства, Лос-Анджелес
- Музей изящных искусств, Бостон
- Музей современного искусства, Нью-Йорк
- Музей Гуггенхайма, Нью-Йорк
- Statens Museum for Kunst, Copenhagen
- Stedelijke Museum, Eindhoven
- Художественный институт Чикаго
- Van Abbe Museum, Эйндховен
- Walker Art Center, Цинциннати
- Музей американского искусства Уитни, Нью-Йорк
- Fotomuseum Winterthur, Швейцария
- Sammlung Goetz, Мюнхен
- Frank Cohen Collection, Вулвергемптон, Великобритания
- Malmö Konsthall, Швеция
- Museu d’Art Contemporani de Barcelona